# Лисаківський Володимир Юрійович
Володи́мир Ю́рійович Лисакі́вський (1991—2019) — старший матрос Збройних сил України, учасник російсько-української війни.

## З життєпису
Народився 1991 року в селі Красненьке (Кривоозерський район, Миколаївська область) Закінчив Красненьківську загальноосвітню школу. Протягом 2011—2012 років проходив строкову службу у внутрішніх військах МВС. 2012-го закінчив Національний університет державної податкової служби України.
28 квітня 2015 рокув мобілізований до лав ЗСУ, брав участь в боях. АТО, звільнений в запас 19 липня 2017-го. Того ж року підписав контракт на військову службу у морській піхоті; старший матрос, старший навідник 35-ї бригади.
11 квітня 2019 року внаслідок ворожого обстрілу з ПТРК позицій поблизу села Гранітне (Волноваський район зазнали поранень поранення шість військовослужбовців бригади (вибух міни з гранатомета) — серед них й Володимир. Понад добу лікарі намагались врятувати його, але поранення виявилося несумісним із життям.
14 квітня 2019-го похований з військовими почестями в селі Красненьке; проводжали Володимира всім селом.
Без Володимира лишились батьки Раїса Михайлівна і Юрій Володимирович та сестра.

## Нагороди та вшанування
- Указом Президента України № 131/2020 від 7 квітня 2020 року за «самовіддане служіння Українському народові, особисту мужність, виявлену у захисті державного суверенітету та територіальної цілісності України» нагороджений орденом За мужність III ступеня (посмертно)[3]